# 伊藤幸太郎
伊藤 幸太郎（いとう こうたろう、1889年（明治22年）12月17日 - 1966年（昭和41年）9月9日）は日本の政治家。衆議院議員（1期）、三重県長島村長、長島町長。桑名市名誉市民。三重県桑名郡長島村（現・桑名市）出身。

## 年譜
- 三重師範学校（現在の三重大学教育学部）卒業。長島国民学校・桑名国民学校・四日市国民学校（四日市市立納屋小学校など第1国民学校～第8国民学校）の校長、三重県教職員連盟会長、桑名郡長島町長を歴任。
- 当選1回の衆議院議員であり、戦後初の総選挙である1946年（昭和21年）の第22回衆議院議員総選挙で無所属で58歳で当選した。国民党に入党して国民党政務部副部長を務めた。民主党に移籍して1947年（昭和22年）の第23回衆議院議員総選挙にも出馬したが、落選して衆議院議員は1期のみとなった。落選によって衆議院議員を引退し、再び桑名郡長島町長に転身した。1966年（昭和41年）9月9日に死去した。[1]

## 受章と業績
- 1947年（昭和22年）より10年間桑名郡長島町長として地方自治の発展に貢献したことで桑名市の名誉市民となっている。
- 1943年（昭和18年）9月11日に勲六等瑞宝章受章。
- 1963年（昭和38年）7月11日に治水功労者として建設大臣表彰。
- 1965年（昭和40年）4月24日に長島町名誉町民。
- 桑名郡長島村長（7年間6カ月）と桑名郡長島町長（8年間6カ月）を務める。
- 主な業績は1955年（昭和30年）の楠村と1956年（昭和31年）伊曽島村との昭和の大合併による町村合併と長島の町制度執行の議論調整をした。長島町全域の区画整理と伊勢湾台風の際の住民の避難誘導の実施。伊勢湾台風からの長島町の復興に尽力した。

## 役職
- 長島土地改良区理事長：17年間
- 長島町農業共済組合長：6年間
- 長島農業委員会委員長：16年間